# Let Go (Nada Surf)
Let Go is het derde studio-album van de Amerikaanse band Nada Surf. Het album kreeg overwegend positieve recensies, en geldt als de best ontvangen release van de groep.
Het nummer Blonde on Blonde werd in 2004 gebruikt voor de speelfilm Sommersturm als soundtrack.

## Tracklist
1. Blizzard of '77
2. The Way You Wear Your Head
3. Fruit Fly
4. Blonde on Blonde
5. Inside of Love
6. Hi-Speed Soul
7. No Quick Fix
8. Killian's Red
9. Là Pour Ça
10. Happy Kid
11. Treading Water
12. Paper Boats

## Voetnoten
1. ↑  Nada Surf - MusicMeter.nl. Gearchiveerd op 27 november 2020.
2. ↑  Nada Surf : Music Reviews : Rolling Stone. Gearchiveerd op 1 juli 2022.